# Messa di Santa Cecilia

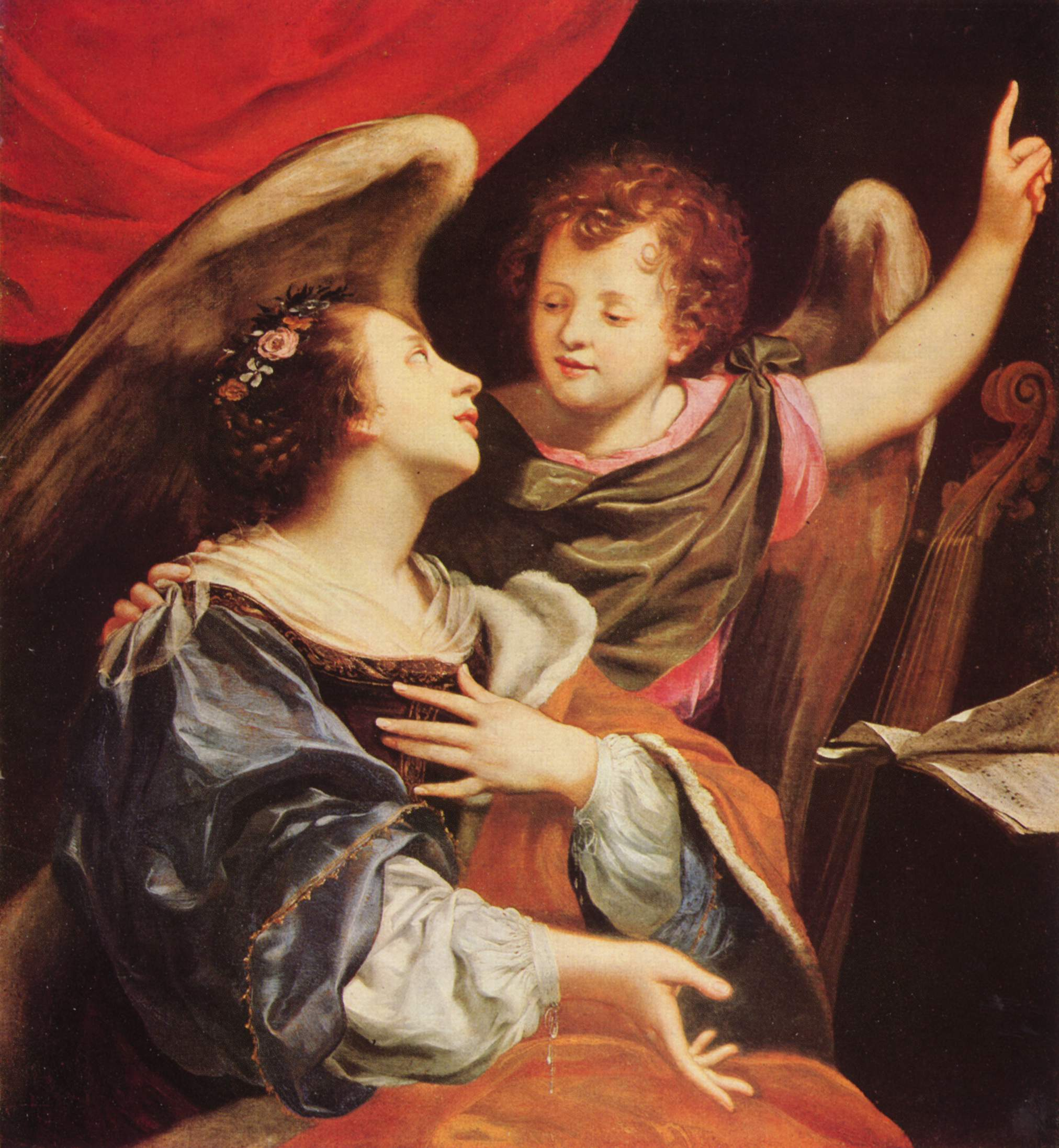
Cecilia con un angelo di Simon Vouet (prima metà del XVII secolo, Museo delle Belle Arti Budapest.

La Messa di Santa Cecilia è una messa di Alessandro Scarlatti, scritta nel 1720 per cinque voci soliste (due soprani, contralto, tenore e basso), coro e orchestra, commissionata e dedicata al cardinale Francesco Acquaviva d'Aragona.
Scarlatti aveva allora sessant'anni e la compose all'inizio del Settecento, in uno stile moderno dell'epoca, caratterizzato dal brio e dalla seduzione, che culminò nelle grandi messe di Bach e Beethoven e "sembra predire le ultime messe di Haydn". Questa notevole opera, "a coronazione di tutta la sua musica sacra", quasi contemporanea del Magnificat di Bach (1723), non ha nulla da invidiarle, "sia in termini di interesse musicale che di sintesi stilistica delle tendenze del primo Settecento".

## Dettagli
- Kyrie, in la maggiore
- Gloria
- Credo
- Santo
- Agnus Dei, in la maggiore

Il tempo di esecuzione delle 923 battute è di circa 52 minuti. Il Gloria è il più sviluppato, superando i 23 minuti e il Credo, che segue, arriva a 14 minuti.

## Analisi

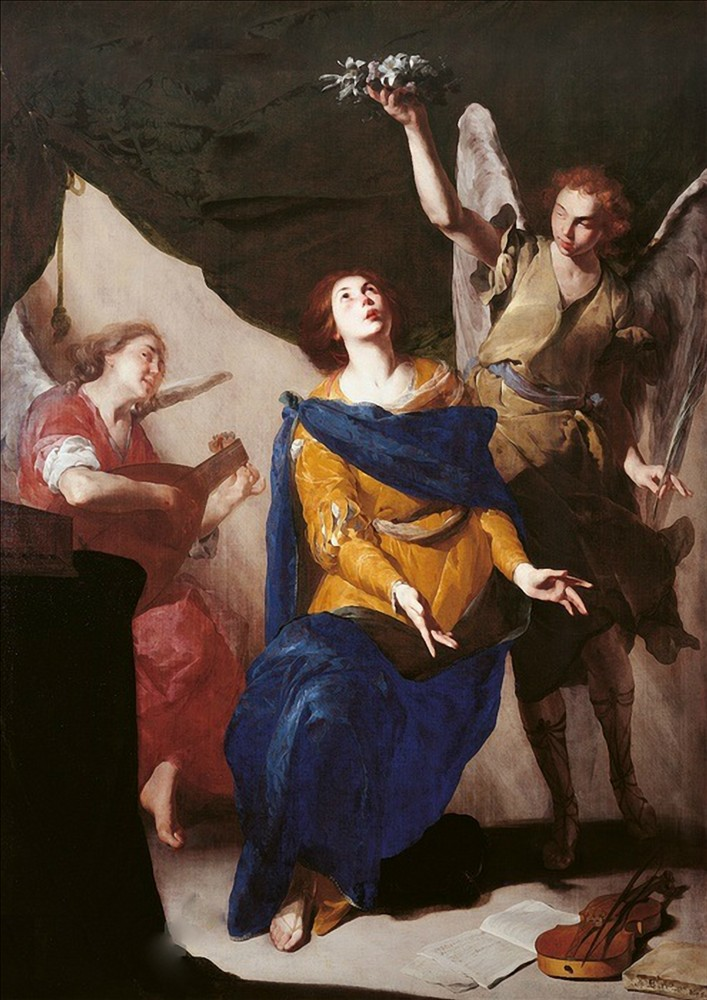
Santa Cecilia in estasi di Bernardo Cavallino nel 1645 (Museo di Capodimonte, Napoli).

Vivace sulle corde la scrittura di Scarlatti dal Kyrie, vicina a Vivaldi; gli interventi del coro si alternano o si sovrappongono al canto decorato dai solisti. Il compositore conclude il Gloria, con la sua complessa struttura, con un'imponente fuga in cinque parti su Cum Sancto Spirito, il cui soggetto è fornito dall'intonazione gregoriana della Messa a Santa Cecilia, Dilecisti. Il Credo, che nel suo stile guarda più al futuro, è vicino alla scrittura del proprio Stabat Mater, ma più ancora a quello di Pergolesi diciassette anni dopo. La gioiosa precipitazione dell'Et resurenxit che "intensifica fino al tumulto", contrasta con l'improvvisa sosta su et mortuo in un effetto suggestivo. Il movimento si conclude con una fuga che riprende il tema del Gloria con uno sviluppo completamente diverso. Nell'Agnus Dei, Scarlatti fonde il vecchio (voce) e il nuovo (archi), fino a invertirli.
Oltre alla messa, sempre nel 1720, Scarlatti compose i vespri (40 min.), scoperti più di recente, essendo entrambi gli spartiti destinati alla chiesa di Santa Cecilia in Trastevere. Nel 1708 aveva composto Il Martirio di Santa Cecilia, ispirandosi alla stessa santa patrona dei musicisti.

## Manoscritti
- Roma, Biblioteca Casanatense, Ms. 2257.
- Münster, Santini-Bibliothek, D-Müs

## Edizioni moderne
- Messa di Santa Cecilia (1720) per SSATB soli e coro, orchestra d'archi e organo continuo, ed. John Steel, Novello 1968OCLC 679576508 — dal manoscritto romano.

## Registrazioni
- Blanche Christensen, Jean Preston, soprano; Beryl-Jensen Smiley, contralto; Ronald Christensen, tenore; Warren Wood, basso; l'Alumnenchor dell'Università dello Utah e la Utah Symphony, diretti da Maurice Abravanel (1961, LP Amadeo AVRS5001 / Amadeus / Vanguard Records / "Collezione Alessandro Scarlatti", vol. 5, Brilliant Classics )OCLC 772703252 e 657400201   ,OCLC 1031705213 e 47016549[6]
- Elizabeth Harwood, Wendy Eathorne, soprano; Margaret Cable, contralto; Wynford Evans, tenore; Christopher Keyte, basso; John Scott, organo; Coro del St John's College di Cambridge; The Wren Orchestra, dir. George Guest (3-4 agosto 1978, LP Argo ZRG 903 / Decca Records "Seranata" 430 631-2 / "Double" 458 370-2) OCLC 77414310 e 1019824531